# 위봉초등학교
위봉초등학교는 대한민국 부산광역시 해운대구에 있었던 공립 초등학교이다.

## 학교 연혁
- 2003년 3월 1일: 개교
- 2020년 2월 29일: 폐교 및 반여초등학교와 통합[1]

## 참고 자료
- 위봉초등학교 - 한국교육학술정보원 학교알리미